# Nymphon sandersi
Nymphon sandersi är en havsspindelart som beskrevs av Child, C.A. 1982. Nymphon sandersi ingår i släktet Nymphon och familjen Nymphonidae. Inga underarter finns listade i Catalogue of Life.